# Żyła przednia przegrody przezroczystej
Żyła przednia przegrody przezroczystej (łac. vena anterior septi pellucidi), żyła przegrody przezroczystej przednia (łac. vena septi pellucidi anterior) – w anatomii człowieka jedna z żył głębokich mózgu. Tworzą ją łączące się niewielkie żyły (w liczbie od trzech do pięciu), odprowadzających krew z przegrody przezroczystej, głowy jądra ogoniastego i kolana spoidła wielkiego. Żyła przednia przegrody przezroczystej w okolicy otworu międzykomorowego łączy się z żyłą wzgórzowo-prążkowiową górną i żyłą naczyniówkową górną, wytwarzając żyłę wewnętrzną mózgu.